# USS Little (DD-803)
Pour les autres navires du même nom, voir USS Little.
L'USS Little (DD-803) est un destroyer de classe Fletcher en service dans la Marine des États-Unis pendant la Seconde Guerre mondiale. Il est nommé en l'honneur du capitaine George Little (1754-1809).
Sa quille est posée le 13 septembre 1943 au chantier naval Todd-Pacific Shipyards (en) de Seattle, dans l’État de Washington. Il est lancé le 22 mai 1944 ; parrainée par Mme Russell F. O'Hara, et mis en service le 19 août 1944 sous le commandement du commander Madison Hall, Jr..

## Historique

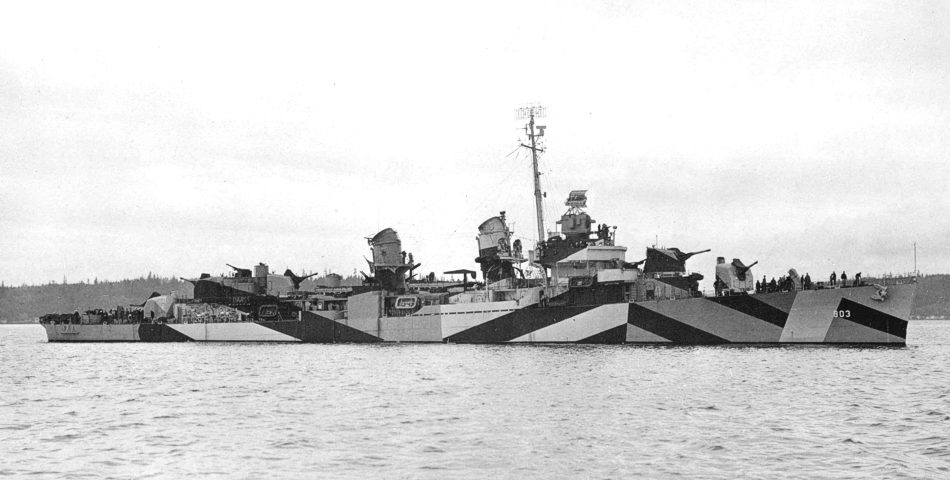
Le Little au Puget Sound le 7 novembre 1944.

Après des essais au large de la côte ouest, le Little appareille de Seattle le 11 novembre 1944 en escortant un convoi à destination de Pearl Harbor qu'il atteint le 23 novembre. Après une période d'entrainement au tir et à la planification de méthodes de combat, il part le 22 janvier 1945 avec un groupe de LST pour Eniwetok pour des répétitions en vue de l'invasion d'Iwo Jima. Les derniers préparatifs s'achèvent à Saipan, et, le 15 février, le Little fait route vers les plages d'Iwo Jima.
Le bombardement de l'île débute le 19 février. Il fournit un appui-feu pour les forces terrestres jusqu'au 24 avant de rejoindre Saipan. Il revient dans la zone le 4 mars pour des bombardements ou pour servir de piquet radar, retournant à Saipan le 14 mars pour préparer l’invasion d’Okinawa.
Le Little navigue vers l'archipel d'Okinawa le 27 mars où il est assigné au groupe de démonstration chargé de simuler des débarquements en face des plages d'assaut réelles. Après cette réalisation les 1er et 2 avril, le Little protège des transports et des LST qu'il escorte vers les plages. Du 19 au 24 avril, il est assigné à des missions de piquetage radar qu'il fini indemne malgré les attaques suicides incessantes de l'ennemi.
Le 3 mai, les destroyers Little et Aaron Ward effectuent une mission conjointe de piquetage radar. À 18 h 13, malgré une couverture nuageuse, les navires sont attaqués par l'aéronef nippon composé de 18 à 24 avions. L'Aaron Ward est touché en premier à 18 h 41, suivi quelques instants plus tard par le Little touché du côté bâbord. Au bout de 4 minutes, le Little est touché par trois autres kamikazes. Totalement désemparé, le navire se brise en deux et coule à 19 h 55 à la position géographique 26° 24′ N, 126° 15′ E.
62 des 200 membres d'équipage décèdent dans cette attaque et 27 sont blessés.

## Décorations
Le Little a reçu deux battles stars pour son service pendant la Seconde Guerre mondiale.